# Hari Rhodes
 Hari Rhodes (* 10. April 1932 als Harry Rhodes in Cincinnati, Ohio; † 15. Januar 1992 in Canoga Park, Los Angeles, Kalifornien) war ein US-amerikanischer Schauspieler und Autor. Gelegentlich wurde er auch unter dem Namen Harry Rhodes geführt.

## Leben
Im Alter von 15 Jahren fälschte er die Unterschrift seiner Mutter und ging zu den US Marine Corps. Bei den Marines wurde Rhodes Mitglied des Judo-Teams. Im Rang eines Sergeants diente er in Korea.
1957 debütierte er im Fernsehen in einer Folge von Abenteuer im wilden Westen (Zane Grey Theatre).  Eine größere Rolle hatte er im Jahr 1966 als Kapitän Davis in der erfolgreichen Komödie New York Express, neben Rock Hudson und Claudia Cardinale und auch 1972 im Film  Eroberung vom Planet der Affen, an der Seite von Roddy McDowall. 1973 spielte er eine Hauptrolle im Thriller Detroit 9000.  Rhodes, der überwiegend in Nebenrollen agierte, wurde den deutschen Zuschauern vor allem in seiner Rolle als  Mike Makula in der Fernsehserie Daktari bekannt. In der kurzlebigen Serie The Bold Ones: The Protectors spielte er neben Leslie Nielsen die Hauptrolle.
Hari Rhodes starb am 15. Januar 1992 im Alter von 59 Jahren an einem Herzinfarkt, wenige Monate vor der Premiere seines letzten Projekts, der TV-Produktion Mord ohne Motiv: Die Edmund-Perry-Story.

## Filmografie (Auswahl)
- 1958: Das rote Telefon … Alarm! (The Lost Missile)
- 1960: Kein Fall für FBI (The Detectives, TV-Serie, 1 Folge)
- 1962: Die Nonne und der Sergeant (The Nun and the Sergeant)
- 1963: Sklavenjäger (Drums of Africa)
- 1963: Breaking Point (TV-Serie)
- 1963: Schock-Korridor (Shock Corridor)
- 1965: Die 27. Etage (Mirage)
- 1965: Geheimagent Barrett greift ein (The Satan Bug)
- 1965: New York Expreß (Blindfold)
- 1966–1969: Daktari (TV-Serie; 85 Folgen)
- 1969–1970: The Bold Ones: The Protectors (TV-Serie; 7 Folgen)
- 1971: Killersatelliten (Earth II, Fernsehfilm)
- 1972: Eroberung vom Planet der Affen (Conquest of the Planet of the Apes)
- 1973: Detroit 9000
- 1973–1976: Die Straßen von San Francisco (The Streets of San Francisco; TV-Serie; 7 Folgen)
- 1974: Polizeiarzt Simon Lark (Police Surgeon; TV-Serie; 1 Folge)
- 1975–1976: Cannon (TV-Serie; 3 Folgen)
- 1976, 1978: Quincy (TV-Serie; Staffel 1, Folge 1 und Staffel 4, Folge 4)
- 1977: Drei Engel für Charlie (Charlie’s Angels;  TV-Serie; Staffel 2, Folge 14)
- 1977: Roots (TV-Serie; 1 Folge)
- 1978: Coma
- 1979: Weißes Haus, Hintereingang (Backstairs at the White House, TV-Miniserie)
- 1983: Automan (TV-Serie)
- 1985: Magnum (TV-Serie; 2 Folgen)
- 1985: Der Denver-Clan (Dynasty; TV-Serie; Folge 84)
- 1981: Sharky und seine Profis (Sharky’s Machine)
- 1990: Genetic Killers
- 1990: L.A. Law – Staranwälte, Tricks, Prozesse (TV-Serie)
- 1992: Mord ohne Motiv: Die Edmund-Perry-Story (Murder Without Motive: The Edmund Perry Story; TV-Film)